# Total War: Rome II
Total War: Rome II ist der achte Teil der Computer-Strategiespielserie Total War, der vom britischen Studio Creative Assembly entwickelt und von japanischen Mutterkonzern Sega am 3. September 2013 für Windows veröffentlicht wurde.
Rome II ist eine Neuauflage des 2004 erschienenen Rome: Total War. Wieder aufgegriffen wurden Schlachten bei und innerhalb befestigter Städte. Weiterhin wurde die Zahl der enthaltenen Fraktionen von 20 auf 117 in der Grundfassung deutlich erhöht. Für Rome II erschienen zahlreiche herunterladbare Erweiterungspakete, die neue Kampagnen, Fraktionen, Einheiten und anderes ins Spiel integrierten.
Das Spiel erhielt von der Fachpresse gute Kritiken, auch wenn die Wertungen im Vergleich mit dem Vorgänger schwächer ausfielen. Tester kritisierten, dass das Spiel noch nicht fertig sei und an größeren Mängeln, etwa einer schwachen künstlichen Intelligenz und sehr hohen Systemanforderungen leide. Dennoch entwickelte sich der Titel zu dem bislang meistverkauften Total-War-Titel. Sega konnte bislang rund 1,1 Millionen Exemplare absetzen.

## Spielprinzip

### Allgemein
Total War: Rome II behandelt thematisch die Expansionszeit des Römischen Reichs vom 3. Jahrhundert v. Chr. bis zum Ende der Republik. Der Spieler übernimmt die Kontrolle über ein historisches Reich und versucht, dieses zu einer Großmacht zu entwickeln. Das Spiel behandelt dabei militärische, wirtschaftliche und politische Aspekte. Dies spielt sich in erster Linie in der Großen Kampagne, dem Hauptteil des Spiels ab. Die Kampagne kombiniert echtzeitbasierte Feldschlachten mit rundenbasierten Armeezügen.
Daneben beinhaltet das Spiel einige einzeln anwählbare historische Schlachten zum Nachspielen, etwa die Schlacht am Nil, die Belagerung von Karthago oder die Schlacht im Teutoburger Wald.

### Rundenbasiertes Spiel
Das rundenbasierte Spiel findet auf einer Karte statt, die Europa, Nordafrika und Westasien abbildet. Die Karte ist unterteilt in Provinzen, welche wiederum aus mehreren Städten bestehen. Diese Unterteilung in Provinzen ist eine Neuerung von Rome II, die dem Spieler die Verwaltung seiner Gebiete vereinfacht.
Die Städte befinden sich im Besitz von Fraktionen. Diese repräsentieren historische Staaten. Insgesamt 117 Fraktionen waren in der Grundversion des Spiels enthalten, weitere folgten in diversen Erweiterungen.
In jeder Runde stehen dem Spieler verschiedene Aktionen zur Verfügung, die sich in erster Linie auf militärische, aber auch auf außenpolitische, innenpolitische und wirtschaftliche Bereiche erstrecken. So kann der Spieler Truppen ausheben oder bewegen, Gebäude errichten oder in diplomatischen Kontakt mit anderen Fraktionen treten. In vom Spieler vollständig kontrollierten Provinzen kann der Spieler außerdem Erlasse ausgeben, die der Provinz einen Bonus, etwa besonders hohe Steuereinkünfte, verleihen.
Ein Faktor bei der Verwaltung des eigenen Reichs ist die Stimmung der Bevölkerung. Bleibt diese über einen längeren Zeitraum hinweg negativ, so droht ein Aufstand, bei dem sich die Stadt für unabhängig erklärt. Faktoren, die die Stimmung der Bevölkerung positiv wie negativ beeinflussen, sind beispielsweise die Stärke der örtlichen Garnison, das Vorhandensein bestimmter Gebäude oder die Bedrohung durch feindliche Truppen.
Den Kernaspekt des Spiels stellt das Führen der Truppen dar. Anders als in früheren Teilen werden Truppen nicht mehr einzeln ausgehoben und gesteuert, sondern direkt einer Armee zugeordnet. Armeen sind nur in einer beschränkten Anzahl aufstellbar. Damit ist es stärker als in früheren Teilen erforderlich, seine Armeen an geeigneten Stellen einzusetzen. Für die Bewegung steht jedem Truppenverband ein Kontingent an Bewegungspunkten zur Verfügung, welches am Anfang einer jeden Runde wieder aufgefüllt wird. Pro Runde kann sich eine Armee so weit bewegen, wie es ihre Bewegungspunkte zulassen. Einfluss auf die Bewegungspunkte hat neben den mitgeführten Truppen(reine Kavalleriearmeen besitzen eine größere Reichweite als solche mit Belagerungsgerät) die gewählte Stellung. Heere können sich in mehreren Stellungen organisieren, die auch Einfluss auf die Kampffähigkeiten der Armee haben.
Trifft eine Armee des Spielers auf der Kampagnenkarte auf eine verfeindete Armee, so kann er wählen, ob es zu einer Schlacht kommt, oder ob er sich zurückzieht. Entscheidet er sich für die Schlacht, so kann er wählen, ob der Computer das Schlachtergebnis auf Basis der mitgeführten Truppen und des Terrains errechnen soll, oder ob der Spieler die Schlacht selbst bestreitet. Ist letzteres der Fall, wechselt das Spiel in den Echtzeit-Modus.

### Echtzeit-Spiel
Das Echtzeitspiel findet auf einer dreidimensionalen Geländekarte statt. Auf dieser stehen sich mindestens zwei verfeindete Armeen gegenüber. Jede Armee führt bis zu zwanzig, mit Unterstützungen bis zu 40, Einheiten ins Feld. Ihr Ziel ist, die gegnerischen Verbände aufzureiben oder zur Flucht zu drängen.
Eine Schlacht ist in drei Phasen gegliedert. Zu Beginn positionieren sich die Armeen. Hat sich eine Armee eingegraben, kann sie ihre Stellung befestigen. Anschließend beginnt die Kampfphase, in der der Großteil der Kampfhandlungen stattfindet. Die Schlachtfelder sind meist sehr weitläufig gestaltet, sodass den Parteien eine Vielzahl an Taktiken offen stehen. Der Spieler kann seinen Einheiten Angriffs-, Bewegungs- und Formationsanweisungen erteilen. Diese beeinflussen sowohl die Kampfstärke als auch die Moral der Einheiten. Die Moral der Soldaten bezeichnet deren Kampfwillen. Truppen mit niedriger Moral tendieren dazu, vom Schlachtfeld zu fliehen. Faktoren, die die Moral in negativer Weise beeinflussen sind etwa Fernbeschuss, numerische Unterlegenheit oder eine gefährdete Positionierung auf dem Schlachtfeld.
Den verschiedenen Völkern stehen zahlreiche Einheiten zur Verfügung, die sich weitgehend an historischen Vorbildern orientieren. Die Entwickler bezifferten die Zahl der verschiedenen Einheiten auf rund 500, was dem fünffachen Umfang des Vorgängers Rome entspricht.

## Fraktionen
Total War: Rome II beinhaltet insgesamt 117 Fraktionen. Bei Veröffentlichung waren acht von ihnen spielbar. Weitere Völker wurden durch mehrere kostenlose wie kostenpflichtige Erweiterungen freigeschaltet.
Die Fraktionen unterscheiden sich im Hinblick auf Truppen- und Gebäudeauswahl. Sie sind in verschiedene Kulturen, etwa Kelten, Iberer oder Hellenen gegliedert.
Die römische Republik ist die mächtigste Fraktion in Italien. Sie verfügt über gut organisierte und vielseitige Armeen. Deren Stärke sind die Legionäre, die zu den stärksten Nahkämpfern zählen. Die Fraktion unterteilt sich in drei einflussreiche und mächtige Familien, die Julier, die Cornelier und die Junier. Diese Familien üben über den Senat Einfluss auf die Politik aus.
Das im heutigen Tunesien gelegene Karthago ist ein Stadtstaat phönikischen Ursprungs und zu Beginn einer Partie der zentrale Widersacher Roms. Karthago verfügt über eine starke Flotte und über großes Einkommen. Die Fraktion verfügt aufgrund ihrer demokratischen Strukturen über eine große innenpolitische Stabilität sowie eine vielfältige Truppenauswahl.
Das Königreich Makedonien ist eine hellenische Fraktion, die im Norden des modernen Griechenlands gelegen ist. Sie geht zurück auf Alexander den Großen und Philipp von Makedonien. Makedonien verfügt über zahlreiche Phalanx-Soldaten sowie über eine schlagkräftige Kavallerie.
Das Königreich der Seleukiden liegt im heutigen Syrien und beginnt mit einer Reihe von Satrapien. Ihre Truppengattungen sind sehr vielfältig und vereinen makedonische und östliche Elemente.
Baktrien ist ein hellenistisches Königreich am östlichen Rand der Karte und ist eine Fraktion mit makedonischen und östlichen Elementen.
Die Icener sind ein kämpferischer Stamm aus Britannien. Ihre Krieger, starke Nahkämpfer, tragen Kriegsbemalung. Ihre Eisenverarbeitung ist besonders weit entwickelt.
Die Arverner sind ein keltischer Stamm in Gallien. Sie gehören zu den technologisch und kulturell fortgeschrittensten barbarischen Stämmen in Europa. Sie bemessen ihren Druiden eine wichtige Rolle in der Kriegsführung bei.
Die germanischen Sueben sind eine Kultur im Norden von Germanien. Ihre Krieger sind nicht gepanzert und setzen Wurfspeere ein, da sie selbst kaum über Schwerter verfügen.
Die im Nahen und Mittleren Osten ansässigen Parther greifen im Kampf auf berittene Bogenschützen und schwere Kavallerie, Kataphrakte genannt, zurück. Die Pferde werden durch Schuppenpanzer aus Eisen und Bronze geschützt. Die eher schwächere Infanterie setzt sich aus persischen und iranischen Bergbewohnern, Speer- und Plänklereinheiten, sowie einigen Söldnereinheiten zusammen. Durch die Nähe zur Seidenstraße verfügt Parthien über große Einnahmequellen.
Die Ägypter verfügen über eine starke Flotte, reiche Handelshäfen und moderne Akademien. Ihre vielfältige Armee ähnelt der der Makedonen.
| Übersicht über die Fraktionen | Übersicht über die Fraktionen | Übersicht über die Fraktionen         | Übersicht über die Fraktionen | Übersicht über die Fraktionen | Übersicht über die Fraktionen         | Übersicht über die Fraktionen | Übersicht über die Fraktionen | Übersicht über die Fraktionen         |
| ----------------------------- | ----------------------------- | ------------------------------------- | ----------------------------- | ----------------------------- | ------------------------------------- | ----------------------------- | ----------------------------- | ------------------------------------- |
| Fraktion                      | Kultur                        | spielbar                              | Fraktion                      | Kultur                        | spielbar                              | Fraktion                      | Kultur                        | spielbar                              |
| Römische Republik             | Lateinisch                    | Grünes Häkchensymbol für ja           | Arverner                      | keltisch                      | Grünes Häkchensymbol für ja           | Parthien                      | östlich                       | Grünes Häkchensymbol für ja           |
| Karthago                      | punisch                       | Grünes Häkchensymbol für ja           | Icener                        | keltisch                      | Grünes Häkchensymbol für ja           | Aria                          | östlich                       | Rotes X oder Kreuzchensymbol für nein |
| Ägypten                       | hellenisch                    | Grünes Häkchensymbol für ja           | Boier                         | keltisch                      | Rotes X oder Kreuzchensymbol für nein | Persien                       | östlich                       | Rotes X oder Kreuzchensymbol für nein |
| Makedonien                    | hellenisch                    | Grünes Häkchensymbol für ja           | Liguren                       | keltisch                      | Rotes X oder Kreuzchensymbol für nein | Drangiana                     | östlich                       | Rotes X oder Kreuzchensymbol für nein |
| Seleukidenreich               | hellenisch                    | Grünes Häkchensymbol für ja           | Insubrer                      | keltisch                      | Rotes X oder Kreuzchensymbol für nein | Arachosien                    | östlich                       | Rotes X oder Kreuzchensymbol für nein |
| Pontos                        | hellenisch                    | Grünes Häkchensymbol für ja           | Räter                         | keltisch                      | Rotes X oder Kreuzchensymbol für nein | Armenien                      | östlich                       | Grünes Häkchensymbol für ja           |
| Sparta                        | hellenisch                    | Grünes Häkchensymbol für ja           | Noriker                       | keltisch                      | Rotes X oder Kreuzchensymbol für nein | Kappadokien                   | östlich                       | Rotes X oder Kreuzchensymbol für nein |
| Epirus                        | hellenisch                    | Grünes Häkchensymbol für ja           | Dumnonier                     | keltisch                      | Rotes X oder Kreuzchensymbol für nein | Kolchis                       | Hellenistisch                 | Grünes Häkchensymbol für ja           |
| Athen                         | hellenisch                    | Grünes Häkchensymbol für ja           | Triballer                     | keltisch                      | Rotes X oder Kreuzchensymbol für nein | Kartlier                      | östlich                       | Rotes X oder Kreuzchensymbol für nein |
| Knossos                       | hellenisch                    | Rotes X oder Kreuzchensymbol für nein | Veneter                       | keltisch                      | Rotes X oder Kreuzchensymbol für nein | Choresmier                    | Nomadisch                     | Rotes X oder Kreuzchensymbol für nein |
| Kyrenaika                     | hellenisch                    | Rotes X oder Kreuzchensymbol für nein | Galater                       | keltisch                      | Rotes X oder Kreuzchensymbol für nein | Medien                        | östlich                       | Rotes X oder Kreuzchensymbol für nein |
| Pergamon                      | hellenisch                    | Grünes Häkchensymbol für ja           | Haeduer                       | keltisch                      | Rotes X oder Kreuzchensymbol für nein | Atropatene                    | östlich                       | Rotes X oder Kreuzchensymbol für nein |
| Massilia                      | hellenisch                    | Grünes Häkchensymbol für ja           | Helvetier                     | keltisch                      | Rotes X oder Kreuzchensymbol für nein | Sagartien                     | östlich                       | Rotes X oder Kreuzchensymbol für nein |
| Syrakus                       | hellenisch                    | Grünes Häkchensymbol für ja           | Nervier                       | keltisch                      | Grünes Häkchensymbol für ja           | Parthava                      | östlich                       | Rotes X oder Kreuzchensymbol für nein |
| Trapezunt                     | hellenisch                    | Rotes X oder Kreuzchensymbol für nein | Piktonen                      | keltisch                      | Rotes X oder Kreuzchensymbol für nein | Ardahan                       | östlich                       | Rotes X oder Kreuzchensymbol für nein |
| Sardes                        | hellenisch                    | Rotes X oder Kreuzchensymbol für nein | Namneten                      | keltisch                      | Rotes X oder Kreuzchensymbol für nein | Dahae                         | Nomadisch                     | Rotes X oder Kreuzchensymbol für nein |
| Rhodos                        | hellenisch                    | Rotes X oder Kreuzchensymbol für nein | Atrebaten                     | keltisch                      | Rotes X oder Kreuzchensymbol für nein | Aestii                        | Nomadisch                     | Rotes X oder Kreuzchensymbol für nein |
| Kimmerer                      | hellenisch                    | Grünes Häkchensymbol für ja           | Karnuten                      | keltisch                      | Rotes X oder Kreuzchensymbol für nein | Budini                        | Nomadisch                     | Rotes X oder Kreuzchensymbol für nein |
| Aksum                         | afrikanisch                   | Rotes X oder Kreuzchensymbol für nein | Sequaner                      | keltisch                      | Rotes X oder Kreuzchensymbol für nein | Anarten                       | Keltisch                      | Rotes X oder Kreuzchensymbol für nein |
| Getuler                       | afrikanisch                   | Rotes X oder Kreuzchensymbol für nein | Treverer                      | keltisch                      | Rotes X oder Kreuzchensymbol für nein | Kimbern                       | germanisch                    | Rotes X oder Kreuzchensymbol für nein |
| Massasylier                   | afrikanisch                   | Grünes Häkchensymbol für ja           | Volcae                        | keltisch                      | Rotes X oder Kreuzchensymbol für nein | Cherusker                     | germanisch                    | Rotes X oder Kreuzchensymbol für nein |
| Garamanten                    | afrikanisch                   | Rotes X oder Kreuzchensymbol für nein | Vivisker                      | keltisch                      | Rotes X oder Kreuzchensymbol für nein | Lugier                        | germanisch                    | Rotes X oder Kreuzchensymbol für nein |
| Libyern                       | afrikanisch                   | Rotes X oder Kreuzchensymbol für nein | Eravisker                     | keltisch                      | Rotes X oder Kreuzchensymbol für nein | Markomannen                   | germanisch                    | Rotes X oder Kreuzchensymbol für nein |
| Meroe                         | afrikanisch                   | Rotes X oder Kreuzchensymbol für nein | Kaledonier                    | keltisch                      | Rotes X oder Kreuzchensymbol für nein | Sueben                        | germanisch                    | Grünes Häkchensymbol für ja           |
| Nabatäer                      | afrikanisch                   | Grünes Häkchensymbol für ja           | Briganten                     | keltisch                      | Rotes X oder Kreuzchensymbol für nein | Rugier                        | germanisch                    | Rotes X oder Kreuzchensymbol für nein |
| Nasamonen                     | afrikanisch                   | Rotes X oder Kreuzchensymbol für nein | Eblani                        | keltisch                      | Rotes X oder Kreuzchensymbol für nein | Friesen                       | germanisch                    | Rotes X oder Kreuzchensymbol für nein |
| Kusch                         | afrikanisch                   | Grünes Häkchensymbol für ja           | Demetae                       | keltisch                      | Rotes X oder Kreuzchensymbol für nein | Goten                         | germanisch                    | Rotes X oder Kreuzchensymbol für nein |
| Odrysen                       | balkanisch                    | Grünes Häkchensymbol für ja           | Lusitanier                    | iberisch                      | Rotes X oder Kreuzchensymbol für nein | Gerrha                        | arabisch                      | Rotes X oder Kreuzchensymbol für nein |
| Geten                         | balkanisch                    | Grünes Häkchensymbol für ja           | Turdetani                     | iberisch                      | Rotes X oder Kreuzchensymbol für nein | Himyar                        | arabisch                      | Rotes X oder Kreuzchensymbol für nein |
| Ardianer                      | balkanisch                    | Grünes Häkchensymbol für ja           | Gallaeker                     | iberisch                      | Rotes X oder Kreuzchensymbol für nein | Maskat                        | arabisch                      | Rotes X oder Kreuzchensymbol für nein |
| Tylis                         | balkanisch                    | Grünes Häkchensymbol für ja           | Cessetanier                   | iberisch                      | Rotes X oder Kreuzchensymbol für nein | Saba                          | arabisch                      | Grünes Häkchensymbol für ja           |
| Apulier                       | balkanisch                    | Rotes X oder Kreuzchensymbol für nein | Arevaker                      | iberisch                      | Rotes X oder Kreuzchensymbol für nein | Qidri                         | arabisch                      | Rotes X oder Kreuzchensymbol für nein |
| Bastarner                     | balkanisch                    | Rotes X oder Kreuzchensymbol für nein | Kantabrer                     | iberisch                      | Rotes X oder Kreuzchensymbol für nein | Ma'in                         | arabisch                      | Rotes X oder Kreuzchensymbol für nein |
| Breuci                        | balkanisch                    | Rotes X oder Kreuzchensymbol für nein | Edetanier                     | iberisch                      | Rotes X oder Kreuzchensymbol für nein | Etrusker                      | Lateinisch                    | Rotes X oder Kreuzchensymbol für nein |
| Daorsi                        | balkanisch                    | Rotes X oder Kreuzchensymbol für nein | Massageten                    | nomadisch                     | Grünes Häkchensymbol für ja           | Celtici                       | keltisch                      | Rotes X oder Kreuzchensymbol für nein |
| Skordisker                    | Keltisch                      | Rotes X oder Kreuzchensymbol für nein | Thyssageten                   | nomadisch                     | Rotes X oder Kreuzchensymbol für nein | Siraken                       | nomadisch                     | Rotes X oder Kreuzchensymbol für nein |
| Biephi                        | balkanisch                    | Rotes X oder Kreuzchensymbol für nein | Roxolanen                     | nomadisch                     | Grünes Häkchensymbol für ja           | Skythen                       | nomadisch                     | Grünes Häkchensymbol für ja           |
| Dalmatae                      | balkanisch                    | Rotes X oder Kreuzchensymbol für nein |                               |                               |                                       |                               |                               |                                       |

## Verkaufsversionen
Vorbestellern des Spiels wurde die erste Downloaderweiterung, das Kulturpack der Griechischen Staaten mit drei zusätzliche Fraktionen, als kostenloser Bonus zugesagt. Zudem wurde eine auf 22.000 Exemplare limitierte, durchnummerierte Collector’s Edition mit mehreren Begleitmaterialien im geprägten Steelbook angeboten. Als Extras in der Verkaufsbox kündigte Sega an:
- Tabula-Spiel, ein Backgammon-artiges Brettspiel
- Tessera-Würfel, drei Replikate römischer Knochenwürfel
- Total War Cards: Punic Wars, ein Kartenspiel
- Kampagnenkarte aus Leinen
- Römischer Onager als Holzminiatur

## Erweiterungen
Wie bei Shogun 2 kündigte Creative Assembly verschiedene Erweiterungspakete (DLCs) an, die das Spiel mit zusätzlichen Fraktionen erweitern würden. Ein Teil dieser erschien kostenlos, die anderen wurden zum Kauf über Steam angeboten. Es gibt im Wesentlichen drei Arten von Erweiterungen. Die einen schalten weitere Fraktionen zum Spiel frei, andere führen neue Einheiten ein und dritte implementieren neue Kampagnen.
Die ersten Pakete gewährten Zugriff auf neue Fraktionen. Die Erweiterung Griechische Staaten erschien bei Veröffentlichung von Rome II und wurde an Vorbesteller kostenlos vergeben. Es schaltet die drei griechischen Völker Epirus, Athen und Sparta frei. Die zweite Erweiterung Nomadenstämme erschien einige Wochen nach der Veröffentlichung von Rome II und gewährt Zugriff auf die nomadischen Völker der Skythen, Roxolanen und Massageten. Drei weitere DLCs wurden im Rahmen von Updates kostenlos zur Verfügung gestellt. Sie schalteten jeweils eine Fraktion für den Spieler frei. Als erste Nation wurde auf diese Weise Pontos, ein hellenisch-persisches Königreich am Schwarzen Meer, freigeschaltet. Anschließend folgten das Seleukidenreich, eine hellenische Großmacht in Vorderasien sowie Baktrien, eine hellenisch-iranisch geprägte Nation im heutigen Pakistan und Afghanistan. Am 29. Mai 2014 wurde die Erweiterung Piraten und Plünderer veröffentlicht, die Zugriff auf die illyrischen Ardianen, das thrakische Tylis und die Odrysen gibt. Ende November 2014 erschien die Erweiterung Schwarzmeerkolonien, die die griechischen Königreiche Pergamon, Kolchis und das Reich der Kimmerer spielbar machte. Im März 2018 wurde das Kulturen-Paket Desert Kingdoms veröffentlicht, das die vier Fraktionen Kusch, Saba, Nabatäer und Massasylier umfasst und spielbar macht.
Die Erweiterung Kriegstiere stand ab dem 17. Februar 2014 zum Download bereit. Es handelt sich dabei um eine Erweiterung um sieben neue Einheiten:
Molosser, Bienenstock-Onager, Skorpiontopf-Balliste, Schlangentopf-Balliste, Kamel-Kataphrakte, Keltische Kriegshunde und syrische gepanzerte Söldner-Elefanten. Im August gleichen Jahres erschien das Paket Töchter des Mars, die einige weibliche Einheiten hinzufügen.
Kampagnen sind bislang fünf erschienen. Die erste wurde am 17. Dezember 2013 unter dem Titel Cäsar in Gallien veröffentlicht. Sie behandelt den Gallischen Krieg, der in Form einer neuen Kampagne eingebaut wurde. Die Kampagne beinhaltet neue Völker sowie eine neu gestaltete Karte, die ausschließlich Gallien abbildet. Außerdem wurden einige gallische Völker für die Hauptkampagne spielbar gemacht und mit neuen Gebäuden, Einheiten und Aufträgen ausgestattet. Am 27. März 2014 erschien Hannibal ante Portas. Es spielt kurz vor dem Ausbruch des Zweiten Punischen Krieges und konzentriert sich daher auf den Konflikt zwischen Rom und Karthago. Die neue Kampagnenkarte ist im westlichen Mittelmeerraum angesiedelt. Eine spielerische Neuerung sind Jahreszeiten. Als historische Schlachten wurden die Schlacht bei Cannae und die Schlacht von Zama ergänzt. Ende August 2014 wurde eine Erweiterung mit dem Titel Emperor Edition angekündigt. Diese beinhaltet neben zahlreichen Verbesserungen am Spielprinzip und der Technik eine neue Kampagne, die in der Zeit des zweiten römischen Bürgerkriegs angesiedelt ist. Im Dezember 2014 erschien eine weitere Kampagne unter dem Titel Wrath of Sparta. Sie spielt im Gebiet des modernen Griechenlands und Kleinasiens zur Zeit des zweiten Peloponnesischen Krieges. Im November 2017 erschien eine dritte Kampagne mit dem Titel Empire Divided. Sie behandelt die Zeit der Reichskrise des 3. Jahrhunderts.
Ende 2013 erschien das DLC Blood and Gore. Dieses Paket, das in ähnlicher Form auch für Shogun 2 veröffentlicht wurde, fügte Blutspritzer und Verstümmelungen in das Spiel ein. Blood and Gore ist die einzige Erweiterung, die nach der PEGI-Richtlinie als nicht jugendgeeignet eingestuft wurde.

## Rezeption
Die Website Metacritic, welche englischsprachige Kritiken auswertet, vergab einen Metascore von 76 % auf der Basis von 71 Kritiken, die als „im Allgemeinen positiv“ (generally favorable) bezeichnet wurden. Die Nutzerrezensionen auf derselben Plattform fielen jedoch wesentlich negativer aus.
Das englischsprachige Computerspielemagazin PC Gamer vergab eine Wertung von 85 %. Während in dieser Kritik verschiedene Änderungen gegenüber früheren Spielen der Total-War-Reihe gelobt wurden, so die größeren und dramatischeren Schlachten sowie ein übersichtlicheres Städtebau-Interface, gehörten Mängel der künstlichen Intelligenz und das langsame Spieltempo zu den Kritikpunkten.
Auch das deutsche Magazin GameStar kritisierte die KI und senkte in der Druckausgabe des Magazins vom Oktober 2013 seine ursprünglich in der Onlinefassung vergebene Wertung von 89 % auf 84 %. Während Grafik, Musik und Umfang des Spiels wie auch seine Kampagne (letztere mit Ausnahme des Politiksystems, das als „belanglos, aufgesetzt“ bezeichnet wurde) sehr positiv bewertet wurden, fielen die Anmerkungen der GameStar zur KI weitestgehend negativ aus.